# Ville statutaire (Autriche)
Pour l’article homonyme, voir Ville statutaire.

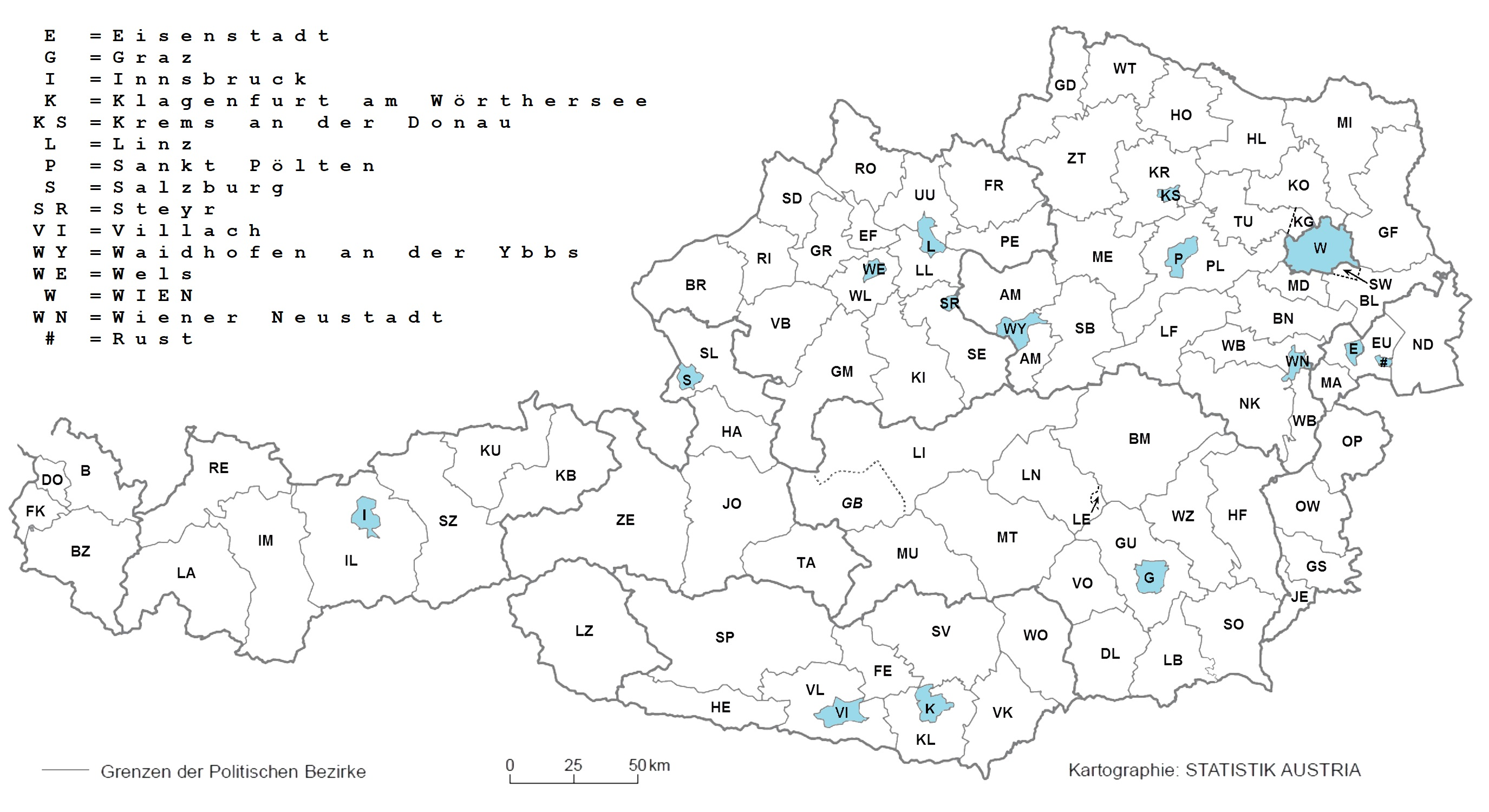
En bleu, les 15 villes à statut propre.

En politique autrichienne, une ville statutaire (en allemand : Stadt mit eigenem Statut or Statutarstadt) est une ville qui est investie, en plus de ses compétences en tant que municipalité, des pouvoirs et devoirs d'une autorité administrative de district. L'administration de la ville fonctionne ainsi à la fois comme un gouvernement municipal et une branche de l'exécutif du gouvernement national. Un résident d'une ville statutaire peut, par exemple, contacter un bureau municipal et interagir avec les employés municipaux pour demander un permis de conduire ou un passeport.
En 2014, il y a 15 villes statutaires. La plupart sont des grands centres de population régionaux avec des dizaines de milliers d'habitants. Une ville statutaire a en moyenne une population d'environ soixante mille habitants.

## Cadre juridique
Une ville statutaire est une ville qui possède à la fois les compétences d'une municipalité que celles d'un district, une ville statutaire ne dépend de fait d'aucun district. Le maire d'une telle ville possède aussi les prérogatives d'un président de district. La gestion de la ville fonctionne à la fois comme un gouvernement régional et comme une branche du gouvernement national.
La constitution dispose qu'une communauté d'au moins 20 000 habitants peut exiger d'être élevée au statut de ville statutaire par sa province respective, à moins que la province puisse démontrer que cela mettrait en péril les intérêts régionaux, ou ceux du gouvernement national. La dernière communauté à avoir invoqué ce droit est Wels, ville statutaire depuis 1964. En 2014, dix autres communautés sont admissibles, mais pas intéressées.

## Liste
Les quinze villes statutaires d’Autriche sont :
| Blason | Nom                   | Land           | Population 01.01.2022 | Superficie (km²) 31.12.2019 | Densité hab./km2 | Statut depuis | Code District / Commune |
| ------ | --------------------- | -------------- | --------------------- | --------------------------- | ---------------- | ------------- | ----------------------- |
|        | Eisenstadt            | Burgenland     | 15 240                | 42,88                       | 355              | 1921          | 101 / 1 01 01           |
|        | Graz                  | Styrie         | 292 630               | 127,57                      | 2 294            | 1850          | 601 / 6 01 01           |
|        | Innsbruck             | Tyrol          | 130 585               | 104,91                      | 1 245            | 1850          | 701 / 7 01 01           |
|        | Klagenfurt            | Carinthie      | 102 618               | 120,12                      | 854              | 1850          | 201 / 2 01 01           |
|        | Krems an der Donau    | Basse-Autriche | 24 921                | 42,88                       | 482              | 1938          | 301 / 3 01 01           |
|        | Linz                  | Haute-Autriche | 207 247               | 95,99                       | 2 159            | 1850          | 401 / 4 01 01           |
|        | Rust                  | Burgenland     | 1 984                 | 20,01                       | 99               | 1921          | 102 / 1 02 01           |
|        | Salzbourg             | Salzbourg      | 155 416               | 65,65                       | 2 367            | 1850          | 501 / 5 01 01           |
|        | Sankt Pölten          | Basse-Autriche | 56 360                | 108,44                      | 520              | 1922          | 302 / 3 02 01           |
|        | Steyr                 | Haute-Autriche | 37 879                | 26,56                       | 1 426            | 1867          | 402 / 4 02 01           |
|        | Vienne                | Vienne         | 1 931 593             | 414,82                      | 4 656            | 1850          | 901 / 9 01 01           |
|        | Villach               | Carinthie      | 64 071                | 134,99                      | 475              | 1932          | 202 / 2 02 01           |
|        | Waidhofen an der Ybbs | Basse-Autriche | 11 092                | 131,56                      | 84               | 1869          | 303 / 3 03 01           |
|        | Wels                  | Haute-Autriche | 63 181                | 45,92                       | 1 376            | 1964          | 403 / 4 03 01           |
|        | Wiener Neustadt       | Basse-Autriche | 47 106                | 60,94                       | 773              | 1866          | 304 / 3 04 01           |